# 卢献
卢献（？—？），范阳涿（今河北省涿州市）人，出自范阳卢氏北祖第二房，常州刺史卢幼孙之子，唐朝大臣。

## 生平
卢献有美好的名声，武周时历任鸾台侍郎、文昌左丞，如意元年（692年），为酷吏来俊臣诬陷，被贬职为西乡县县令后去世。

## 趣事
狄仁杰曾经嘲笑卢献说：“您加个马就是驴。”意即是卢字加马字是驴字。卢献说：“从中间劈开阁下的姓，成了两只犬。”意即狄字左半加仁字右半是二犬。狄仁杰说：“狄字是犬靠着火。”卢献说：“犬边有火，就是煮熟的狗。”

## 家族

### 父亲
- 卢幼孙，唐朝常州刺史

### 兄弟
- 卢瑀
- 卢操，唐朝给事中、国子祭酒

### 子女
- 卢翔
- 卢翊，唐朝通议大夫、鄂州剌史、上柱国
- 卢盛，唐朝恒州刺史
- 卢令
- 卢员
- 卢翘，兵部郎中、广陵长史
- 卢氏，嫁李思冲[1][5]
- 卢氏，嫁崔绘[1]